# Gordon Slade
Pour les articles homonymes, voir Slade (homonymie).
Gordon Douglas Slade est un mathématicien canadien né en 1955 à Toronto. Il est spécialisé en théorie des probabilités.

## Biographie
Slade complète ses études de premier cycle à l'Université de Toronto en 1977 et obtient son doctorat en 1984 sous la direction de Joel Feldman et Lon Rosen à l'Université de la Colombie-Britannique. Il est ensuite stagiaire postdoctoral à l'Université de Virginie, où il enseigne. À compter de 1986, il fait carrière à l'Université McMaster (Hamilton, Ontario), où il est obtient la permanence et est éventuellement nommé professeur titulaire. Il est recruté par l'Université de la Colombie-Britannique en 1999.

## Travaux
Il a développé la technique du développement en dentelles dans un calcul systématique (lace expansion, introduit à l'origine par David Brydges et Thomas C. Spencer en 1985) avec des applications à des problèmes divers en théorie probabiliste et en physique statistique :  la marche autoévitante et les techniques numériques pour l'énumération exacte des marches autoévitantes (self-avoiding random walks), les graphes aléatoires, la théorie de la percolation et les polymères ramifiés.
En 1989, Hara et Slade ont démontré que la condition du triangle d’Aizenman-Newman tient pour la percolation critique de dimension suffisamment haute. La condition du triangle a pour conséquence un grand nombre de propriétés d’agrégats critiques qui sont collectivement résumés selon le terme théorie du champ moyen. Depuis ce premier élan, une compréhension très complète des grappes de percolation critique à haute dimension a évolué grâce aux travaux qu’il a effectués avec ses co-auteurs Derbez, Hara, van der Hofstad et den Hollander.
En 1991-1992, Hara et Slade ont démontré (avec le développement en dentelles) que dans des dimensions de cinq et plus, la distance bout à bout de la marche autoévitante s'accroît selon la même loi √n montrée par la marche aléatoire simple et que la limite d'échelle de la marche autoévitante est un mouvement brownien.
Dans la comparaison entre théorie des graphes aléatoires et théorie de la percolation en physique statistique, un graphe de n sommets peut être représenté par une grille avec n dimensions ; puisqu'on s'intéresse au cas où n est assez grand, c'est-à-dire {\displaystyle n\rightarrow \infty }, ceci établit une équivalence avec la percolation en dimension infinie. De plus, il existe une dimension critique {\displaystyle d_{c}} telle que le résultat ne dépend plus de la dimension dès que celle-ci atteint {\displaystyle d_{c}} ; on pense que cette dimension critique est 6, mais elle n'a pu être prouvée que pour 19.

## Prix et récompenses
Slade reçoit en 1995 le prix Coxeter–James et en 2010 le prix CRM-Fields-PIMS. Il devient membre en 2000 de la Société royale du Canada, en 2010 membre de l'Institut Fields et en 2012 membre de la Société mathématique américaine et de l'Institute of Mathematical Statistics. En 2003 il est récompensé avec Remco van der Hofstad du prix de l'Institut Henri-Poincaré.
Slade est conférencier invité en 1994 au Congrès international des mathématiciens de Zürich avec une conférence sur The critical behaviour of random systems.

## Sélection de travaux
- avec Neal Madras: Self-avoiding walk, Birkhäuser 1993[6]
- The lace expansion and its applications (École d’Eté de Probabilités de Saint-Flour XXXIV, 2004), Springer Verlag 2006 (The lace expansion and its applications, pdf)
- avec Takashi Hara, « Mean-field critical behaviour for percolation in high dimensions », dans Commun. Math. Phys., vol. 128, 1990